# Модное право
Модное право, право в сфере индустрии моды (от англ. Fashion law) — комплексная отрасль права, посвященная юридическим аспектам индустрии моды и легкой промышленности. Модное право является частноправовой отраслью права, включающей в себя такие подотрасли права, как право интеллектуальной собственности, предпринимательское, коммерческое, трудовое и международное частное право. Модное право применяется в индустрии производства одежды и аксессуаров, косметической и парфюмерной промышленностях, а также в сферах медиа и дизайна.

## История становления модного права
Модное право прошло путь развития от сумптуарных законов до торгового права и охраны модных товаров в качестве объектов права интеллектуальной собственности. Однако как самостоятельная отрасль права модное право стало выделяться только в последние годы, благодаря теоретической разработке входящих в его состав вопросов, в первую очередь, западноевропейскими и американскими правоведами.
В мае 2004 г. группа французских юристов под руководством Аннабель Габерти  опубликовала сборник статей «Право роскоши» (фр. Droit de luxe). Этот сборник включает в себя исследования правовых аспектов, касающихся моды и товаров luxury-сегмента. «Право роскоши» стало первым доктринальным источником, концептуализирующим взаимосвязь права и моды.
В 2006 г. профессор юридического факультета Фордхэмского университета Сьюзан Скафиди, организовала первый учебный курс по модному праву. Этот момент считается официальной точкой отсчета истории модного права как самостоятельной отрасли. Впоследствии подобный курс стал преподаваться профессорами Гильермо Хименес и Деборой Макнамарой для студентов факультета дизайна Технологического института моды (Нью-Йорк) и Школы дизайна Парсонса (Нью-Йорк).
В 2010 году по инициативе Дианы фон Фюрстенберг и Совета дизайнеров Америки был открыт первый в мире научный центр, изучающий модное право — Институт модного права (Fashion law Institute). С этого момента учебные курсы по модному праву стали появляться в университетах всего мира, включая Миланский университет, Университет Инсубрии, Бразильский университет бизнеса и моды, юридический факультет Университета Буффало, Школу права Бенджамина Н. Кардозо, школа права Нью-Йоркского университета, Институт модного права в Турции, Говардский университет, юридический факультет Университета Макгилла и многие другие.
Спустя время модное право получило развитие в юридической практике. В 2010 году Бриттани Роулингс, адвокат и бывший дизайнер, возглавила первую в мире юридическую фирму, занимающуюся исключительно проблемами бизнеса в индустрии моды. В 2011 году в рамках Нью-Йоркской ассоциации адвокатов (New York City Bar Association) начал функционировать Комитет модного права. Подобный комитет появился в структуре Ассоциации юристов Нью-Йорка. В 2014 году Таня Фипс-Руфус, кандидат юридических наук, консультант и эксперт в области модного права, открыла компанию Fashion Law & Business, которая проводит лекции, мастер-классы и воркшопы для всех, кто желает узнать больше о модном праве.

## Модное право в России
В России термин «модное право» впервые был введен в научный оборот в 2015 г. профессором Н.А. Шебановой в статье «Правовое обеспечение индустрии моды - модное право?». В 2018 г. Н.А. Шебанова выпустила монографию «Модное право», которая стала первым русскоязычным правовым исследованием, охватывающим вопросы права в индустрии моды.
• 17 февраля 2017 года на V Международном IP Forum «Правовая защита интеллектуальной собственности: проблемы теории и практики» в Московском государственном юридическом университете им. О.Е. Кутафина (МГЮА) был организован мастер- класс «Защита творчества в индустрии моды», модераторами которого выступили Е. С. Гринь и А. А. Гейнеман.
В 2017 году впервые в России на тему Fashion Law Издательским центром Университета имени О.Е. Кутафина (МГЮА) были опубликованы практические рекомендации «Интеллектуальные права в индустрии моды Fashion Law» (авторский коллектив: Гейнеман А.А., Гринь Е.С., Комина А.С., Абдуллина Э.), практические рекомендации / Москва, 2017. 100 с. ISBN 978-5-906685-44-5
В 2021 г. в свет вышло первое русскоязычное учебное пособие, включающее в себя анализ модного права как отрасли – «Интеллектуальная собственность в шоу-бизнесе, моде и спорте» (автор - А.М. Дорофеева).
Тем не менее в России данная отрасль права не получила широкого распространения как учебная дисциплина. Правовое регулирование индустрии моды изучается в рамках магистерской программы «Интеллектуальная собственность в шоу-бизнесе, моде и спорте» Московской государственной юридической академии им. О.Е. Кутафина (МГЮА). Также авторские курсы по модному праву читает А.М. Дорофеева в Школе дизайна НИУ «Высшая школа экономики» и Британской высшей школе дизайна в Москве.
В 2016 г. появился первый в России электронный портал, посвященный модному праву — Fashion Law Russia. В 2018 г. при Роспатенте начал свою работу Совет по развитию правовой охраны дизайна и Центр правовой поддержки по защите интеллектуальных прав отечественных дизайнеров.
Оказание специализированной юридической помощи по вопросам модного права также практически не распространено в российской юридической практике. Одним из немногочисленных проектов такого рода является образовательно-консультационная платформа Анастасии Дорофеевой A.D. Fashion Law, которая занимается юридическим консультированием и популяризацией модного права в России.

## Основные направления модного права

### Право интеллектуальной собственности
Защита модной продукции в качестве объектов права интеллектуальной собственности является самым главным направлением модного права.
Оно включает в себя:
- авторское право,
- патентное право,
- права на средства индивидуализации,
- противодействие распространению контрафактной продукции,
- лицензионные договоры.

### Финансовые, корпоративные и трудовые вопросы
- организация производства модных товаров,
- привлечение инвестиций в модный бизнес,
- слияние и поглощение модных компаний,
- решение трудовых вопросов,
- маркировка товаров,
- реклама,
- аренда и владение недвижимостью.

### Этические проблемы и экономическое развитие
- организация экологически чистого и безотходного производства (соответствие индексу Хигга),
- производство модных товаров на основании гендерного и расового равноправия,
- благотворительные инициативы в вопросах производства одежды.

### Международное торговое право
- ликвидация серых рынков,
- квоты на импорт и экспорт,
- уплата налогов в международных сделках,
- ввозные пошлины.

### Права человека в модном бизнесе
- регулирование внешнего вида моделей (Испания, Израиль, Франция),
- использование детского труда в модельном бизнесе,
- пресечение торговли людьми в модном бизнесе,
- противодействие гендерной и расовой дискриминации в модельном бизнесе.